# Даниил Дебърски (XVI век)
Даниил (на гръцки: Δανιήλ) е православен духовник, дебърски епископ в първата половина на XVI век. Даниил заема престола в Дебър на 1 септември 1528 година. Даниил е споменат на 31 август 1529 година като участник на събора заседавал в Охрид при архиепископ Прохор. Неизвестно е докога остава митрополит в Дебър.